# Schleswig-Holstein-Sonderburg-Glücksburg (Grecia)

Stemma degli Schleswig-Holstein-Sonderburg-Glücksburg, sovrani degli Elleni

La dinastia reale greca Schleswig-Holstein-Sonderburg-Glücksburg-Grecia deriva dalla Casa reale di Danimarca.
Il suo primo monarca fu infatti Giorgio I, figlio di re Cristiano IX di Danimarca. La maggior parte dei membri della Casa reale Greca porta il doppio titolo di Principe di Grecia e Danimarca.

## Storia

### Origini

Vessillo ufficiale della Casa Reale Greca (1936-1974)

La famiglia salì sul trono quando il Regno Unito e il Secondo Impero francese costrinsero l'allora re di Grecia Ottone, della dinastia dei Wittelsbach ad abbandonare il paese, occupando militarmente il porto del Pireo, in modo da impedire alla Grecia di schierarsi a fianco dell'Impero russo durante la guerra di Crimea (1853-1856). La mossa anglo-francese spinse l'esercito greco a deporre il sovrano nel 1862: i militari per ingraziarsi le potenze europee offrirono la corona ad un principe politicamente affine all'Inghilterra, e lo trovarono nel principe Guglielmo di Danimarca, la cui sorella Alessandra aveva sposato l'erede al trono inglese Edoardo, principe di Galles; l'Inghilterra in cambio rinunciò al dominio sulle Isole Ionie; assunto il nome di Giorgio I, egli fu incoronato nel 1863 e i suoi discendenti governarono la Grecia, con alcune interruzioni, fino al 1973.
Il regno di Giorgio I fu segnato dalle guerre tese ad espandere il territorio greco scacciando dall'Europa gli antichi invasori e dominatori dell'Europa slava e meridionale, l'Impero ottomano. Dopo il Congresso di Berlino (1878) ed il Congresso di Costantinopoli (1881) la Tessaglia tornò alla madrepatria seguita, dopo la vittoria nelle Guerre balcaniche ed il Trattato di Bucarest, dall'Epiro e dalla Macedonia. In 40 anni la Grecia aveva raddoppiato la propria estensione territoriale.

### Costantino I

Espansione della Grecia moderna

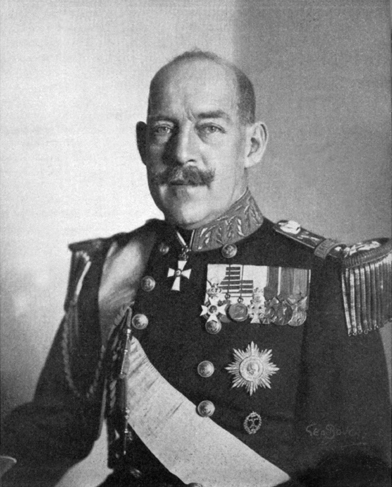
Costantino I di Grecia intorno al 1921

Giorgio I morì nel 1913, ucciso ufficialmente da uno squilibrato, benché ci fossero molti dubbi sui reali mandanti. Gli succedette il figlio Costantino I, schierato su posizioni filo-germaniche: educato in Germania, aveva servito nell'esercito prussiano e qui conobbe e sposò Sofia di Prussia, sorella dell'imperatore Guglielmo II il 27 ottobre 1889. Il suo governo, guidato da Eleutherios Venizelos era su posizioni liberali e, dallo scoppio della prima guerra mondiale, per la Triplice intesa. Questo portò ben presto ad una rottura tra il sovrano e Venizelos, e nel 1916 al rischio di una guerra civile. Gli Alleati costrinsero Costantino I e l'erede al trono Giorgio ad andare in esilio, lasciando come nuovo sovrano il secondogenito maschio dell'ex sovrano, Alessandro I di Grecia, che morì dopo appena 3 anni di regno per il morso di una scimmia. Scandalizzando le corti europee sposò una donna della piccola nobiltà, Aspasia Manos, che gli diede una figlia, Alessandra, ultima regina di Jugoslavia.
Paolo, il fratello minore di Alessandro si rifiutò di salire al trono al posto del padre, ed essendo oramai finita la Prima guerra mondiale e sconfitti gli Imperi Centrali, dopo una breve reggenza con a capo la regina madre Olga, con un plebiscito si sancì la possibilità di Costantino I di tornare sul trono, nel 1920. La Grecia era tra le potenze che avevano vinto la Grande Guerra ed aveva avuto come premio parte della Turchia, la zona abitata dai due millenni dai popoli di stirpe greca: purtroppo non fu in grado di difenderla dalle truppe riorganizzate da Kemal Ataturk, ed anzi, suo figlio il principe Andrea fu responsabile di svariate sconfitte militari che alla fine condussero alla vittoria turca e al terribile genocidio greco. Costantino I abdicò nel 1922 per andare in esilio a Palermo, dove morì l'anno successivo.

### Giorgio II

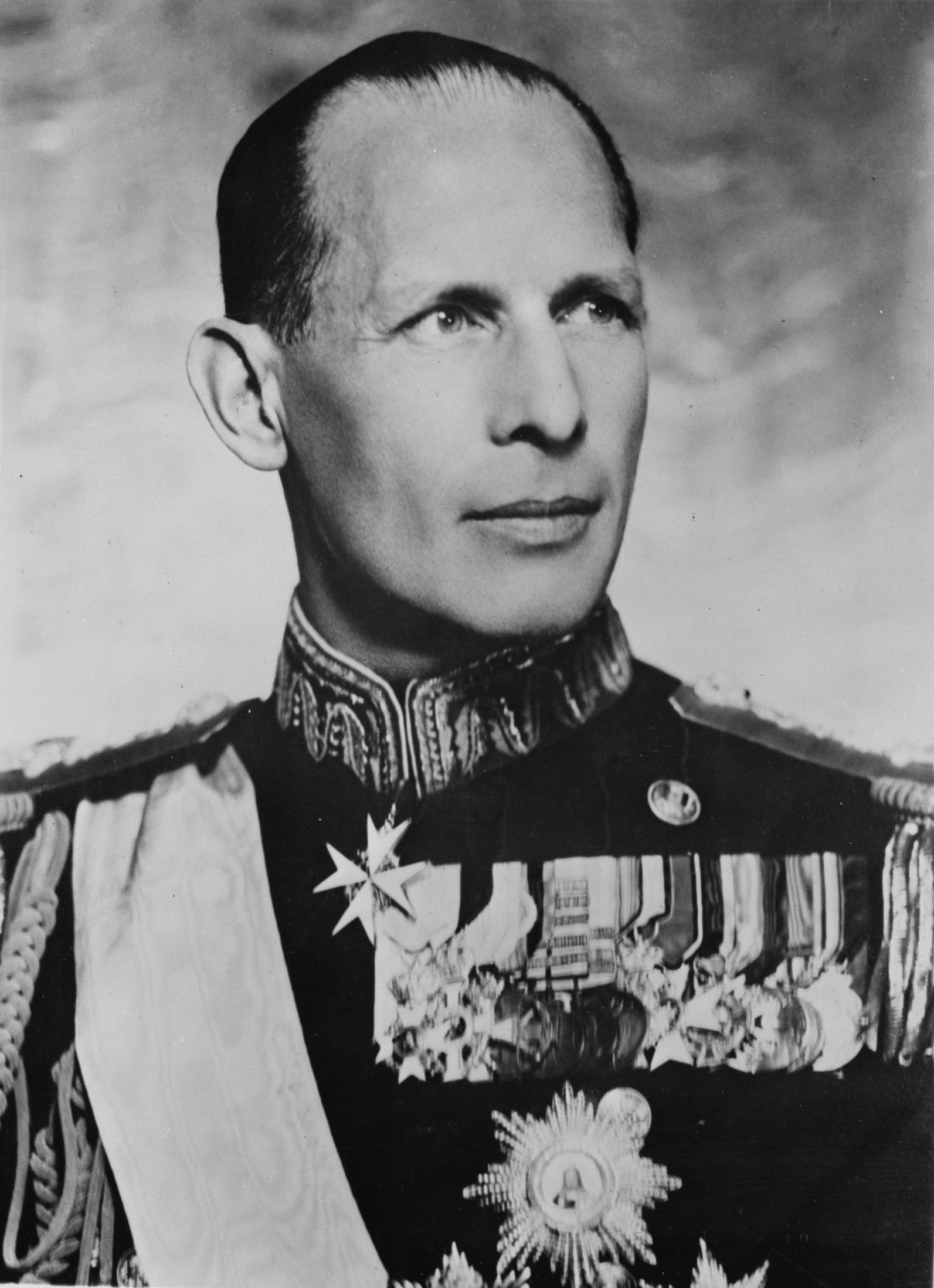
Giorgio II di Grecia

Giorgio II venne esiliato già da principe ereditario nel 1917, dopo un anno di regno in seguito ad un colpo di Stato dovette di nuovo lasciare la Grecia, venendo poi ufficialmente deposto nel 1924: a causa dei suoi numerosi esili, si dice che egli affermasse che “l'oggetto più importante di un Re di Grecia è la valigia.” Dopo aver vissuto per qualche anno in Romania, patria di sua moglie Elisabetta, da cui divorzierà nel 1935, si trasferì a Londra. Nel 1935 il generale Ioannis Metaxas lo richiamò in patria, stabilendo di nuovo la monarchia e nel contempo sviluppando un governo dittatoriale.
Favorevole agli inglesi, il sovrano nella seconda guerra mondiale si schierò con gli alleati, il che portò all'invasione della Grecia da parte degli italiani (patria adottiva di sua sorella Irene, sposata al duca Aimone di Savoia-Aosta, quarto duca d'Aosta) e alla successiva conquista germanica: nel 1941 Giorgio II riandò in esilio, prima a Creta e poi a Londra, mentre suo nipote Pietro di Grecia entrava nella Resistenza e comandava un reparto accanto alle truppe di Francia libera. Nel 1946 Giorgio II rientrò in Grecia, anche dopo la vittoria dei monarchici in un referendum costituzionale, ma i suoi ultimi anni da re furono funestati dalla guerra civile greca. Morì nel 1947.

### Paolo I e Costantino II

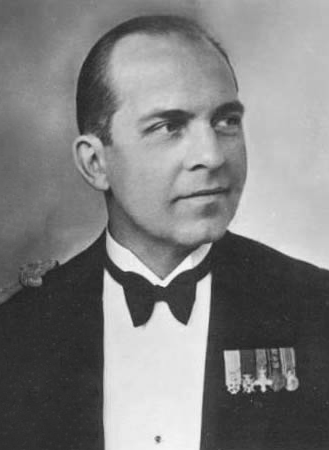
Paolo di Grecia

Gli succedette il fratello Paolo I il giovane principe che nel 1920 non era voluto succedere al Alessandro, favorendo il rientro del loro padre Costantino I. La Grecia durante il suo regno iniziò un forte sviluppo economico, mentre il sovrano (che era vissuto in esilio dal 1917 al 1920, dal 1923 al 1935 e dal 1941 al 1946) conduceva una vita sfarzosa, in questo assecondato dalla moglie Federica di Hannover. Come i suoi genitori prima di lui, riuscì a combinare un matrimonio prestigioso per una figlia, Sofia, che sposò l'allora principe ereditario di Spagna Juan Carlos di Borbone-Spagna.

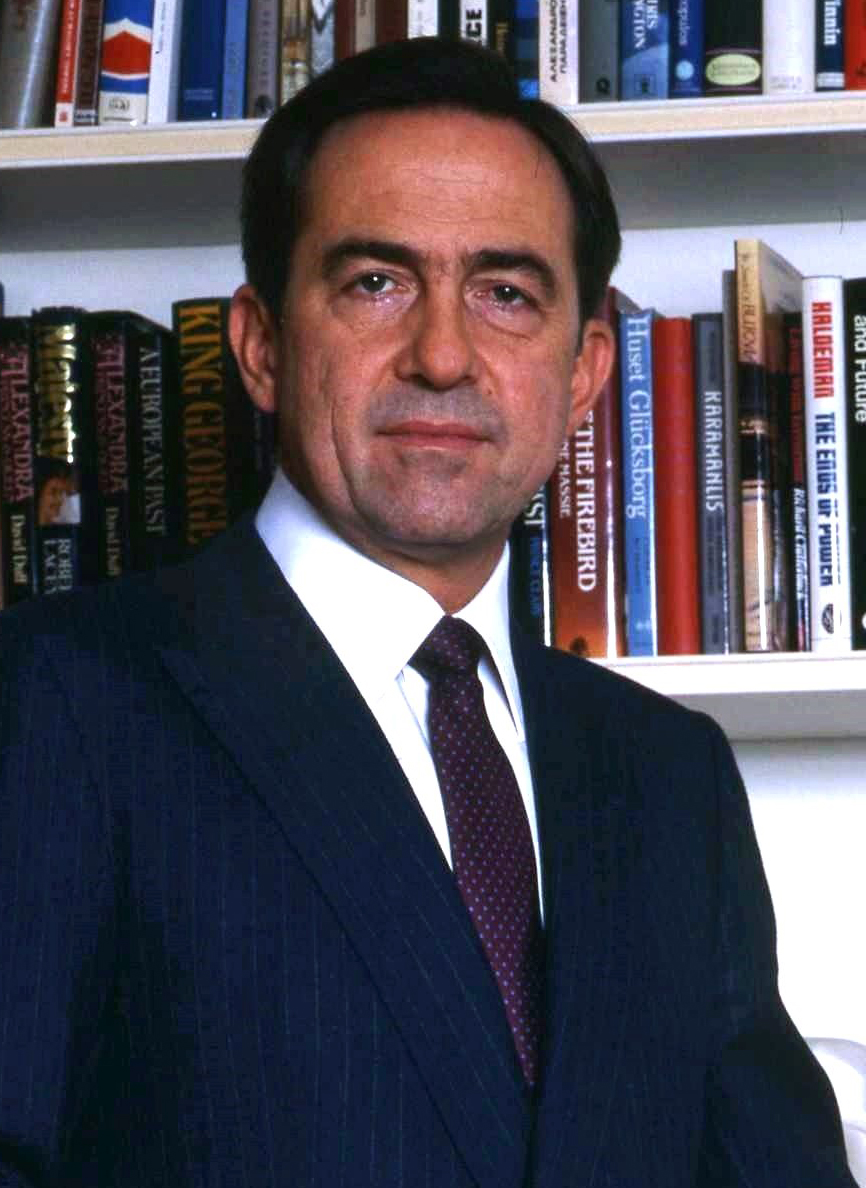
Costantino II di Grecia

Paolo I, di salute cagionevole, morì nel 1964, lasciando come successore il giovane figlio Costantino II: questi lasciò che la madre ed i circoli militari ostacolassero i partiti politici di sinistra, giudicati legati all'URSS, la dittatura che aveva finanziato la guerra civile greca. Il 21 aprile 1967 il governo legittimo fu deposto da un gruppo di ufficiali guidati dal colonnello Geōrgios Papadopoulos, dando luogo alla cosiddetta Dittatura dei Colonnelli, in un primissimo tempo considerata con favore dal re. Dopo pochi mesi Costantino II cercò di riportare la Grecia verso una forma di governo più democratica organizzando un contro-golpe che, però, gestito in maniera velleitaria, fallì, costringendo lui e la sua famiglia ad andare in esilio a Roma.
Il 1º giugno 1973 Costantino II fu dichiarato deposto e Papadopoulos si proclamò presidente, azione cui seguì un plebiscito pilotato che il 29 luglio confermò l'abolizione della monarchia. Poco dopo la caduta della dittatura venne organizzato un altro referendum istituzionale, che l'8 dicembre 1974 mantenne la forma repubblicana.

### Esilio
I membri della famiglia reale greca si spostarono in vari stati europei: la regina madre Federica andò a vivere presso la figlia Sofia in Spagna, mentre Costantino II e sua sorella Irene si spostarono nel Regno Unito, dove il Principe Consorte Filippo, duca di Edimburgo era suo zio. Altri presero residenza in Danimarca, terra degli avi. La famiglia porta ancora i propri titoli reali, quali il diritto al trattamento di Altezza Reale riconosciuti in moltissimi stati europei, dove peraltro regnano membri della Casa Reale. Inoltre possono, con l'approvazione della corte danese e del governo, rappresentare il Regno di Danimarca all'estero e, come discendenti in linea diretta di re Cristiano IX, hanno diritto al titolo di "Principi di Danimarca" in aggiunta a quello di "Principi di Grecia".

## Stemma

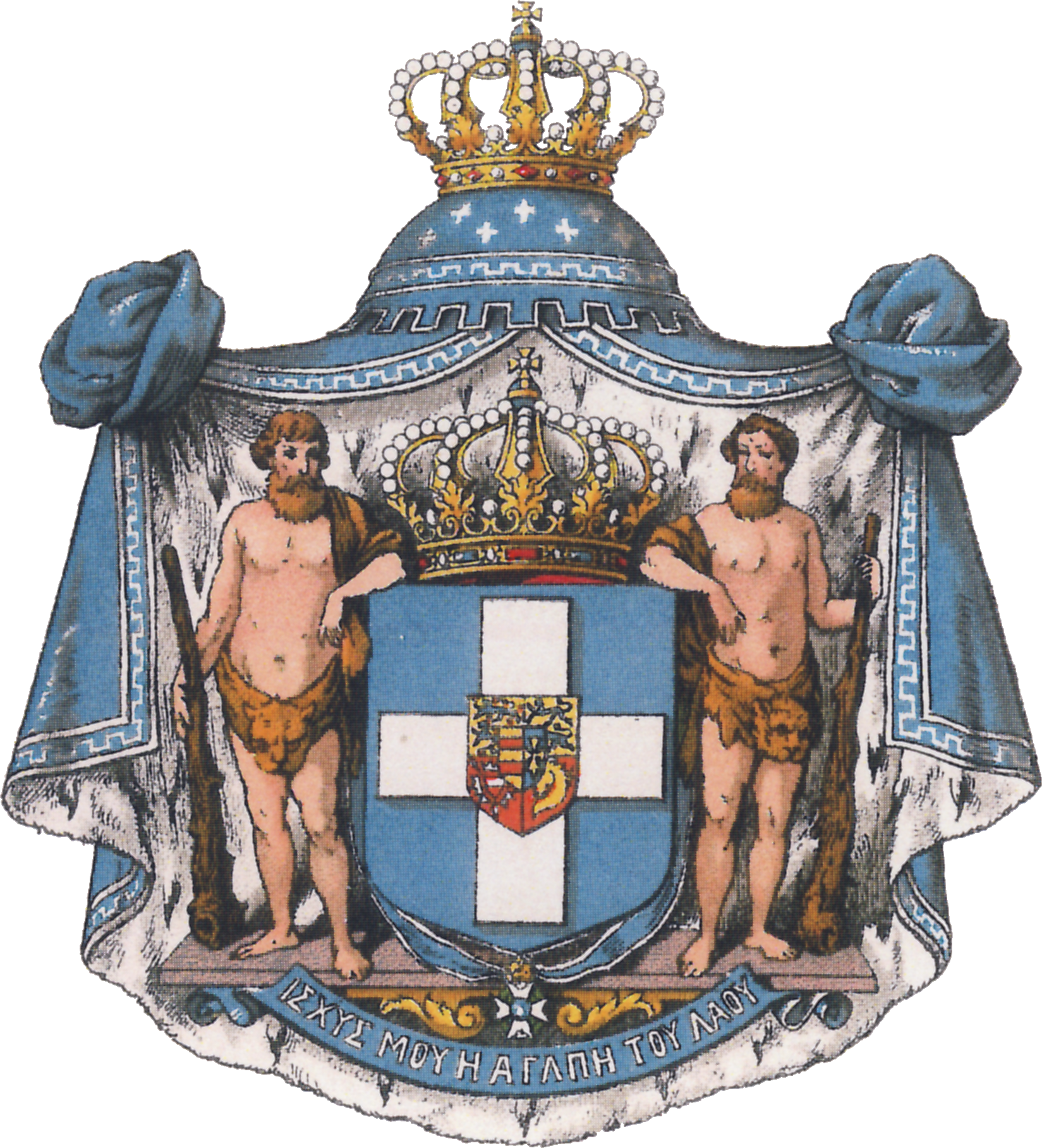
Il blasone della Casa reale greca

Lo scudo è poggiato su di un piedistallo d'oro ed è sorretto da due figure umane rappresentanti l'eroe mitologico greco Héraclès (Ercole). È incastonato nello stemma di Grecia "D'azzurro, alla croce d'argento".
Sotto il tutto, la fascia dorata con il motto recita in greco: "ΙΣΧΥΣ ΜΟΥ Η ΑΓΑΠΗ ΤΟΥ ΛΑΟΥ" che significa "LA MIA FORZA È L'AMORE DEL POPOLO"

### Blasonatura
Diviso per la croce rossa e argento dell'Ordine di Danneborg. Inquartato: nel I "d'oro, a nove cuori di rosso, posati in tre pali, a tre leoni passanti d'azzurro, coronati e armati del campo, lampassati di rosso" (Casata di Danimarca); nel II "d'oro, a due leoni passanti d'azzurro, armati del campo e lampassati di rosso" (Casata di Schleswig); nel III troncato, il secondo tripartito: nel capo (1°) "d'azzurro, a tre corone reali d'oro"(Svezia); nel 2° "di rosso, a un baccalà al naturale, coronato d'oro, attraversante in palo" (Islanda); nel 3° "d'azzurro, all'ariete passante, cornato e squillato d'oro, lampassato di rosso" (Isole Fær Øer); nel 4° "d'azzurro, a un orso polare d'argento, lampassato di rosso" (Groenlandia); nel IV troncato: nel capo (1°) "d'oro, a un leone d'azzurro passante sopra nove cuori di rosso del re dei Goti"; nel 2° "di rosso, a un lindworm d'oro coronato dello stesso"; sul tutto lo stemma del Casato di Schleswig-Holstein-Sonderburg-Glücksburg, inquartato: nel I "di rosso, una foglia d'ortica d'argento"; nel II "di rosso, un cigno d'argento dal volo spiegato, imbeccato, armato e collarinato d'oro"; nel III "di rosso, un cavallo al galoppo d'argento, sellato d'azzurro e d'oro, brigliato d'oro, al cavaliere d'oro, una spada d'argento con l'elsa d'oro sopra la sua testa oscilla, e uno scudo d'azzurro alla croce d'oro, bordato d'oro regge nell'altra mano"; nel IV "di rosso, una testa recisa di cavallo d'oro"; sul tutto lo stemma partito nel 1° "fasciato d'oro e di rosso di cinque pezzi" (Casato degli Oldenburg), nel 2° "d'azzurro, alla croce pattée d'oro".

## Genealogia

### In dettaglio
```
 
Cristiano IX di Danimarca
 (1818-1906)
 = 
Luisa d'Assia-Kassel
 (1817-1898)
 │
 ├── 
Re Federico VIII
 (1843-1912)
 │   = 
Luisa di Svezia
 (1851-1926)
 │
 ├── 
Alessandra di Danimarca
 (1844-1925)
 │   = 
Edoardo VII del Regno Unito
 (1841-1910)
 │
 ├── 
Giorgio I
 (1845-1913)
 │   = 
Ol'ga Konstantinovna Romanova
 (1851-1926)
 │     │
 │     ├── 
Costantino I
 (1868-1923)
 │     │   = 
Sofia di Prussia
 (1870-1932)
 │     │   │
 │     │   ├── 
Giorgio II
 (1890-1947)
 │     │   │   = 
Elisabetta di Romania
 (1894-1956)
 │     │   │
 │     │   ├── 
Alessandro di Grecia
 (1893-1920)
 │     │   │   = 
Aspasia Manos
 (1896-1972)
 │     │   │   │
 │     │   │   └── 
Alessandra di Grecia
 (1921-1993)
 │     │   │       = 
Pietro II di Jugoslavia
 (1923-1970)
 │     │   │
 │     │   ├── 
Elena
 (1896-1982)
 │     │   │   = 
Carlo II di Romania
 (1893-1953)
 │     │   │
 │     │   ├── 
Paolo
 (1901-1964)
 │     │   │   = 
Federica di Hannover
 (1917-1981)
 │     │   │   │
 │     │   │   ├── 
Sofia
 (1938-viv.)
 │     │   │   │   = 
Juan Carlos I di Spagna
 (1938-viv.)
 │     │   │   │
 │     │   │   ├── 
Costantino II
 (1940-2023)
 │     │   │   │   = 
Anna Maria di Danimarca
 (1946-viv.)
 │     │   │   │   │
 │     │   │   │   ├── 
Alessia
 (1965-viv.)
 │     │   │   │   │   = Carlos Morales y Quintana (1970-viv.)
 │     │   │   │   │
 │     │   │   │   ├── 
Paolo
 (1967-viv.)
 │     │   │   │   │   = Marie-Chantal Miller (1968-viv.)
 │     │   │   │   │
 │     │   │   │   ├── 
Nicola
 (1969-viv.)
 │     │   │   │   │   = Tatiana Blatnik (1978-viv.)
 │     │   │   │   │
 │     │   │   │   ├── Teodora (1983-viv.)
 │     │   │   │   │
 │     │   │   │   └── Filippo (1986-viv.)
 │     │   │   │       = Nina Flohr (1987-viv.)
 │     │   │   │
 │     │   │   └── 
Irene
 (1942-viv.)
 │     │   │
 │     │   ├── 
Irene
 (1904-1974)
 │     │   │   = 
Aimone di Savoia
 (1902-1948)
 │     │   │
 │     │   └── 
Caterina
 (1913-2007)
 │     │       = Richard Brandram (1911-1994)
 │     │
 │     ├── 
Giorgio
 (1869-1957)
 │     │   = 
Maria Bonaparte
 (1882-1962)
 │     │   │
 │     │   ├── 
Pietro
 (1908-1980)
 │     │   │   = Irina Aleksandrovna Ovtchinnikova (1900-1990)
 │     │   │
 │     │   └── 
Eugenia
 (1910-1989)
 │     │       = Dominic Radziwill (1911-1976)
 │     │       = Raimondo della Torre e Tasso  (1907-1986)
 │     │
 │     ├── 
Alessandra
 (1870-1891)
 │     │    = 
Pavel Aleksandrovič Romanov
 (1860-1919)
 │     │
 │     ├── 
Nicola
 (1872-1938)
 │     │   = 
Elena Vladimirovna Romanova
 (1882-1957)
 │     │   │
 │     │   ├── 
Olga
 (1903-1997)
 │     │   │   = 
Paolo Karađorđević
 (1893-1976)
 │     │   │
 │     │   ├── Elisabetta (1904 – 1955)
 │     │   │   = Carlo Teodoro di Toerring-Jettenbach (1900-1967)
 │     │   │
 │     │   └── 
Marina
 (1906 – 1968)
 │     │       = 
Giorgio Windsor, duca di Kent
 (1902-1942)
 │     │
 │     ├── 
Maria
 (1876-1940)
 │     │   = 
Georgij Michajlovič Romanov
 (1863-1919)
 │     │   = Pericles Ioannides (1881-1965)
 │     │
 │     ├── Olga (1880-1880)
 │     │
 │     ├── 
Andrea
 (1882-1944)
 │     │   = 
Alice di Battenberg
 (1885-1969)
 │     │   │
 │     │   ├── Margherita (1905-1981)
 │     │   │   = Gottfried di Hohenlohe-Langenburg (1897-1960)
 │     │   │
 │     │   ├── Teodora (1906-1969)
 │     │   │   = 
Bertoldo di Baden
 (1906-1963)
 │     │   │
 │     │   ├── 
Cecilia
 (1911-1937)
 │     │   │   = 
Giorgio Donato d'Assia
 (1906-1937)
 │     │   │
 │     │   ├── Sofia (1914-2001)
 │     │   │   = 
Cristoforo d'Assia-Kassel
 (1901-1943)
 │     │   │   = 
Giorgio Guglielmo di Hannover

 │     │   │
 │     │   └── 
Filippo
 (1921-2021)
 │     │       = 
Elisabetta II del Regno Unito
 (1926-2022)
 │     │       │
 │     │       └── 
Mountbatten-Windsor

 │     │
 │     └── 
Cristoforo
 (1888-1940)
 │         = Nancy Stewart Worthington Leeds (1878-1923)
 │         = 
Francesca d'Orléans
 (1902-1953)
 │         │
 │         └── 
Michele
 (1939-2024)
 │             = 
Marina Karella
 (1940-viv.)
 │             │
 │             ├── Alessandra (1968-viv.)
 │             │   = Nicolas Mirzayantz (1963-viv.)
 │             │
 │             └── Olga (1971-viv.)
 │                 = 
Aimone di Savoia
 (1967-viv.)
 │
 ├── 
Dagmar di Danimarca
 (1847-1928)
 │   = 
Alessandro III di Russia
 (1845-1894)
 │
 ├── 
Thyra di Danimarca
 (1853-1933)
 │   = 
Ernesto Augusto, duca di Cumberland
 (1845-1923)
 │
 └── 
Valdemaro
 (1858-1939)
     = 
Maria d'Orléans
 (1865-1909)
```